# Kinne-Vedums socken
Kinne-Vedums socken i Västergötland ingick i Kinne härad, uppgick 1952 i Götene köping och området ingår sedan 1971 i Götene kommun och motsvarar från 2016 Kinne-Vedums distrikt.
Socknens areal är 24,43 kvadratkilometer varav 24,40 land. År 2000 fanns här 398 invånare. Sockenkyrkan Kinne-Vedums kyrka ligger i socknen.

## Administrativ historik
Socknen har medeltida ursprung. Före den 1 januari 1886 (ändring enligt beslut den 17 april 1885) var namnet Vedums socken.
Vid kommunreformen 1862 övergick socknens ansvar för de kyrkliga frågorna till Vedums församling och för de borgerliga frågorna bildades Vedums landskommun. Landskommunen uppgick 1952 i Götene köping som 1971 ombildades till Götene kommun. Församlingen uppgick 2002 i Götene församling.
1 januari 2016 inrättades distriktet Kinne-Vedum, med samma omfattning som församlingen hade 1999/2000.  
Socknen har tillhört län, fögderier, tingslag och domsagor enligt vad som beskrivs i artikeln Kinne härad. De indelta soldaterna tillhörde Skaraborgs regemente, Höjentorps kompani och Västgöta regemente, Vadsbo kompani.

## Geografi
Kinne-Vedums socken ligger öster om Kinnekulle. Socknen är en odlingsbygd.

## Fornlämningar
Från  järnåldern finns fyra gravfält och stensättningar.

## Namnet
Namnet skrevs 1290 Widhemh och kommer från kyrkbyn. Efterleden är hem, 'boplats; gård'. Förleden innehåller vidher, 'skog'.